# Diana Nammi
Diana Nammi (Irán, siglo XX) es una activista por los derechos de las mujeres kurda y británica. En 2014, recibió el Barclays Woman of the Year Award y fue nombrada una de las 100 mujeres de la BBC.

## Trayectoria
Nammi nació en Irán. Su padre era un pensador progresista, que inspiró su posterior trabajo activista. A Nammi la expulsaron de la escuela en Sanandaj a los 14 años por arrojarle comida a un profesor que la había acusado de ser promiscua. Organizó protestas a favor del secularismo, la igualdad y los derechos humanos durante la Revolución iraní de 1979. Casi fue arrestada durante su adolescencia por defender los derechos de las mujeres. Se alistó como luchadora por la libertad Peshmerga en Kurdistán, por 12 años, a menudo como combatiente de primera línea. Luego, continuó defendiendo los derechos de las mujeres. Quedó embarazada en 1991 y huyó para criar a su hija en un lugar seguro después de que un ataque con bomba química mató a 35 personas cerca de la estación de radio en la que trabajaba, pasó por Irak, Turquía y, finalmente, llegó al Reino Unido en 1996, donde le concedieron asilo.
En 2002, fundó la Organización de Derechos de las Mujeres Iraníes y Kurdas (IKWRO), en su casa, cuando la traductora que la ayudó a ella y a su hija a establecerse en el Reino Unido fue asesinada por su marido y la policía no quiso calificarlo de crimen de honor porque consideró que se trataba de una cuestión cultural. Indignada por esta situación, creó la organización para luchar en contra del uso de la cultura para justificar el asesinato de mujeres. IWKRO ofrece asesoramiento y consejo a las mujeres de Medio Oriente, el norte de África, Afganistán o que se han criado en sus comunidades, brindando a las mujeres acceso legal y lugares seguros donde puedan refugiarse. También trabaja para visibilizar los ataques y asesinatos por honor. En 2014, la organización contaba con 16 empleados remunerados y había ayudado a más de 780 mujeres.
Nammi ha sido una abierta defensora de los crímenes de honor, el matrimonio forzado, la mutilación genital femenina y los derechos de las mujeres al divorcio en los matrimonios religiosos.  En 2013, se unió a la Comisión Nacional sobre Matrimonio Forzado para ayudar a eliminar las prácticas de matrimonio forzado en el Reino Unido.
Nammi y su organización fueron fundamentales para lograr que dos de los asesinos de Banaz Mahmod, quien fue asesinada en un crimen de honor, fueran extraditados al Reino Unido para su procesamiento. Esta fue la primera extradición de este tipo que se realizó en la historia. Para ello, Nammi organizó una campaña, titulada "Justicia para Banaz", que pedía la extradición de los hombres que fueron posteriormente condenados, acción considerada su mayor éxito. Jugó un papel fundamental en el cambio de la ley para prohibir el matrimonio forzado en el Reino Unido. Además, aboga continuamente para que las escuelas, la policía y otros servicios públicos reciban educación sobre cómo ayudar a las víctimas del matrimonio forzado o la violencia de honor.

## Reconocimientos
En 2012,  fue nombrada una de las 150 Women Who Shake The World por Newsweek y The Daily Beast. En 2014, recibió el Barclays Woman of the Year Award, el Women on the Move Award de ACNUR, y fue nombrada una de las 100 mujeres de la BBC.  En 2015, recibió el Voices of Courage Award de la Comisión de Mujeres Refugiadas, fue nombrada parte de la galería Inspired by Law por los estudiantes de la London South Bank University, en reconocimiento a sus contribuciones a las cuestiones legales y fue nombrada una de las Women of the Year por la revista Red.  Un año más tarde, en 2016, recibió un título honorífico de la Universidad de Essex.
Regularmente habla en público para defender los derechos de las mujeres. Su charla TEDx ha sido visto miles de veces en YouTube.